# カブトガニ号

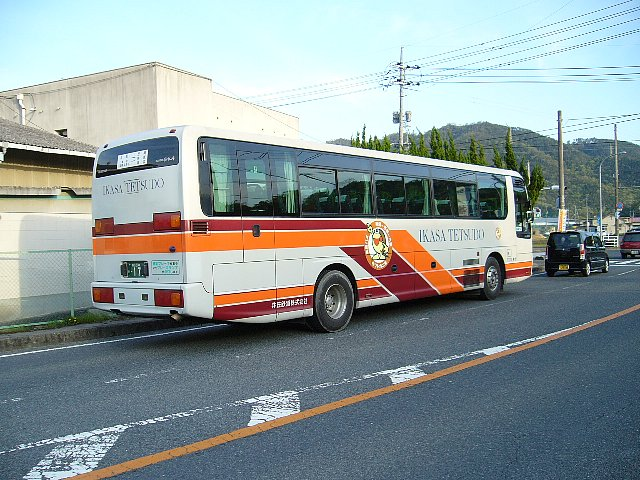
カブトガニ号（井笠鉄道時代）

カブトガニ号（カブトガニごう）は、かつて中国バスが運行していた、大阪府大阪市と岡山県浅口市・浅口郡里庄町・笠岡市・小田郡矢掛町・井原市・広島県福山市（神辺地域）を結ぶ高速バス路線。
愛称は、笠岡市に生息するカブトガニから。
全便予約制で、席は自由席（定員制）。ただし当日空席がある場合予約なしでも乗車可。
なお、中国バスへの移管に伴い、井笠鉄道発行の乗車券、回数券等は全て無効となった。

## 歴史
- 1998年3月10日 - 井笠鉄道により2往復で運行開始。
- 2002年8月5日 - 3往復に増便。
- 2012年10月31日 - この日限りで井笠鉄道がバス事業廃止により撤退。翌日より運行本数・時刻はそのままに中国バスが路線を承継。[1]
- 2013年3月16日 - USJ、上本町バスセンターへの乗り入れを廃止し、大阪市内の発着地が なんば(OCAT) - 大阪駅前（地下鉄東梅田）に変更。
- 2014年4月1日 - 美の浜バスターミナル・総合卸売市場前停留所を新設、備中県民局井笠支局前・御野学校前停留所を廃止。井原バスセンター改築工事に伴い、井原鉄道井原線・井原駅経由に変更。
- 2016年2月1日 - 1日2往復に減便し、追分 - 井原駅間を岡山県道48号笠岡美星線 - 国道486号経由から岡山県道34号笠岡井原線経由に経路変更。これにより新山（井笠鉄道記念館前）・小田西・青木東バス停への停車を廃止、宮の端バス停に停車。
- 2020年4月13日 - 新型コロナウイルス感染拡大により全便運休。
- 2025年3月31日 - この日限りで運行を終了。[2]

## 運行会社
中国バス
福山営業所が担当していた。
- 原則として笠岡市からの加工費100万円の負担により、同市在住の漫画家、南一平のデザインによる笠岡市をPRしたイラストをラッピングした井笠バスカンパニー福山営業所に管理委託の専用車両[3]を使用していたが[4]、
  - 車検などの代走でびんごライナーなど他路線で使用している汎用の高速車両を使用することがあった。
  - 新型コロナウイルス感染拡大による運休以降、当該の車両（井笠バスカンパニー管理委託車両）についてはラッピングを解除し、さらに一部の車両はICカードリーダーを取り付けて[5]ローズライナー・しまなみライナー・キララエクスプレス・広島空港リムジンバス・びんごライナーなど中国バスが運行する他の高速バス路線で使用している。ICカードリーダーのない車両は、広島空港リムジンバスには使用されない。
- 大阪での予約・発券・運行支援業務は近鉄バス布施営業所が担当していた。

## 停車停留所
（停留所 - 停留所）でくくられた中での相互乗降はできない。
- （ なんば(OCAT)  -大阪駅前（地下鉄東梅田）） - （鴨方天草 - 里庄駅前 - 美の浜バスターミナル - 総合卸売市場前 - 笠岡市役所前 - 追分 - 宮の端 - 井原駅2番のりば - 高屋 - 神辺（福山市役所神辺支所前））

## 運行経路
- 大阪市浪速区内（なんば） - 阪神高速道路 - 大阪市北区内（東梅田） - 阪神高速道路 - 中国自動車道 - 山陽自動車道 - 浅口市内 - 里庄町内 - 笠岡市内  - 井原市内 - 福山市（神辺地域）内

## 途中休憩
- 瀬戸PAで休憩する。

## 車内設備
- 4列シート
- トイレ